# Toyota Hilux
Le Toyota Hilux est un pick-up fabriqué depuis mars 1968 par le constructeur automobile japonais Toyota. Il s’agit de l’un des pick-ups les plus célèbres et les plus répandus au monde, servi notamment par une réputation de solidité et de fiabilité à toute épreuve.

## Première génération (1968-1972)
La production du Hilux a débuté en mars 1968 sous le nom de RN10, en version à empattement court, avec un moteur quatre cylindres en ligne de 1,5 L, développant une puissance maximale de 77 ch (57 kW ; 76 ch) pour le marché japonais. Conçu par Toyota, le véhicule a été développé et fabriqué par Hino Motors dans son usine de Hamura. Au Japon, il était disponible chez les concessionnaires Toyota Japan, Toyota Store et Toyopet Store. La modification du moteur était suffisante pour atteindre une vitesse de pointe annoncée de 130 km/h (81 mph). Le moteur de 1,5 litre a été remplacé par un quatre cylindres en ligne de 1,6 L en février 1971,.
En avril 1969, une version à empattement long a été ajoutée à la gamme. La version à empattement court a également été produite pendant de nombreuses années. [citation nécessaire] La version à empattement long n'a été commercialisée sur le marché nord-américain qu'en 1972, permettant au Datsun Truck de maintenir une forte présence sur le marché. Le Hilux était proposé au Japon aux côtés des pick-up Toyota Crown, Toyota Corona et Toyota Corona Mark II jusqu'en 1972, année où les Crown, Corona et Corona Mark II furent repositionnées en berlines.
Malgré son nom « Hilux », il ne s'agissait d'un véhicule de luxe que si on le comparait à la Stout. Le Hilux fut conçu et assemblé par Hino Motors pour remplacer le véhicule précédent dont il était dérivé, appelé Briska, dans le créneau situé sous la Stout, plus grande et plus ancienne ; il remplaça complètement la Stout sur certains marchés. Pour le marché nord-américain, la seule carrosserie était une cabine standard à caisse courte, tous les modèles étant à propulsion. La configuration classique des camions était la suivante : bras triangulaires et ressorts hélicoïdaux à l'avant, et essieu rigide à ressorts à lames à l'arrière. Une boîte manuelle à quatre rapports était de série.
À partir de novembre 1971, l'assemblage final des camions destinés au marché américain fut réalisé par Atlas Fabricators à Long Beach, en Californie, rebaptisée plus tard Toyota Auto Body California. Les camions étaient expédiés depuis l'usine japonaise sous forme de châssis-cabine (le camion entier, sans la benne). À leur arrivée aux États-Unis, une benne était fabriquée localement et fixée au châssis avant d'être expédiée aux concessionnaires. Cet arrangement constituait une forme d'ingénierie tarifaire permettant à Toyota de contourner la taxe sur les poulets, un droit de douane de 25 % sur les camions légers importés. En important uniquement un châssis-cabine, Toyota n'avait à payer qu'un droit de douane de 4 %,.

## Deuxième génération (1972-1978)
En mai 1972, le Hilux année-modèle 1973 fut lancé, baptisé RN20. Surnommé « RokeHi » (ロケハイ), un mot-valise de « Rocket Hilux », il offrait un intérieur plus confortable et des améliorations extérieures. Une « caisse longue » de 2,25 m (7,4 pieds) était proposée pour la première fois en option sur les marchés nord-américains, bien qu'une telle version fût disponible dans le monde entier depuis avril 1969. Ce modèle reçut le code de châssis « RN25 ». Le moteur 2,0 litres 18R était également disponible au Japon, avec une transmission automatique à trois rapports en option. Le modèle 2,0 litres automatique atteignit une vitesse de pointe de 136,1 km/h (84,6 mph) lors d'un essai routier d'époque réalisé en Afrique du Sud, malgré une puissance annoncée de 89 kW (121 ch ; 119 ch).
Le Hilux a été radicalement repensé en 1975 pour gagner en taille et bénéficier d'un équipement de série plus complet. En Amérique du Nord, cette nouvelle version a également entraîné l'introduction du moteur 20R plus puissant (2,2 L) et de la finition haut de gamme SR5. Une boîte manuelle à cinq rapports est devenue optionnelle. En Amérique du Nord, le nom Hilux a été progressivement abandonné au profit de « Truck » cette année-là, après avoir été retiré des brochures et des campagnes publicitaires à partir de 1973. Certains constructeurs d'autocars nord-américains ont commencé à construire des camping-cars Toyota à partir du Hilux.

## Troisième génération (1978-1983)
Le Hilux redessiné fut lancé en août 1978, suivi d'une version 4x4 en janvier 1979. Ce nouveau modèle présentait des dimensions similaires à son prédécesseur, mais les voies avant et arrière étaient plus larges. Autre changement : la suspension avant, à ressorts hélicoïdaux, était remplacée par une suspension à barre de torsion, toujours à double triangulation. Cette version 4x4 – non proposée avec des moteurs inférieurs au « 18R » de deux litres – partageait certaines technologies avec le Toyota Land Cruiser, plus imposant. Son essieu avant était un essieu à ressorts à lames, contrairement à celui, plus proche de celui des Hilux à propulsion, utilisé sur les voitures. La production des modèles à quatre roues motrices s'arrêta en juillet 1983, mais certaines versions à deux roues motrices continuèrent leur production parallèlement à celle des modèles de la génération suivante. Le moteur diesel de la série L était proposé sur les versions 2 roues motrices à partir de septembre 1979, puis sur les versions 4 roues motrices à partir de mars 1983. Au Japon, le Hilux a été associé au tout nouveau Toyota MasterAce, partageant ainsi les fonctions de transport de marchandises, vendu dans les magasins Toyota aux côtés du Hilux.
Le marché australien recevait initialement le moteur 1,6 litre 12R pour les modèles à propulsion, tandis que les modèles 4 roues motrices étaient équipés du moteur 2 litres 18R-C de 63 kW (86 ch). Ces modèles étaient tous construits sur un empattement plus long, avec une carrosserie pick-up ou châssis-cabine. La vitesse de pointe du Hilux 4 roues motrices australien était de 130 km/h (81 mph).
Sur les marchés nord-américains, le Hilux (connu sous le nom de Pickup) était équipé de quatre roues motrices. Il était équipé d'un essieu avant rigide et d'une suspension à lames. La carrosserie a été repensée, avec notamment des phares ronds simples et une carrosserie plus simple. Cette nouvelle configuration 4 roues motrices était équipée d'une boîte de transfert RF1A à engrenages. Cette boîte de transfert est unique car sa partie de réduction à bas régime peut être reproduite grâce à ce que certains appellent une boîte de transfert double ou triple. Cela permet d'obtenir un rapport de démultiplication global beaucoup plus faible. Il s'agissait du premier Hilux disponible avec une transmission automatique sur ce marché.
En 1981, un accord de développement de véhicules a été conclu entre Toyota, Winnebago Industries et deux autres préparateurs du marché secondaire. Cela devait permettre à Toyota de pénétrer le marché des SUV en Amérique du Nord. Les véhicules issus de cette collaboration étaient le Trekker (Winnebago), le Wolverine et le Trailblazer (Griffith). Tous trois utilisaient la cabine et le châssis du Hilux 4×4 RV, ainsi qu'une partie arrière entièrement en fibre de verre (le Trailblazer était doté d'une caisse en acier et d'un toit en fibre de verre). Les travaux de recherche et développement sur le Trekker ont conduit au développement du 4Runner/Hilux Surf, lancé en 1984.
Vers la fin de la production du SR5 (année-modèle 1983 et demie), Toyota a lancé la finition luxueuse Mojave pour le marché américain, en production limitée (3 500 unités) avec des options indisponibles sur les autres pick-up Toyota. Affiché au prix catalogue de 8 308 $ US (équivalent à 26 229 $ en 2024), il était équipé de sièges baquets, d'une radio multiplex à deux haut-parleurs, de pare-chocs avant et arrière chromés et de logos Toyota supprimés sur la calandre ou le hayon. Le régulateur de vitesse, la direction assistée et la climatisation étaient disponibles en option. Il était propulsé par le moteur quatre cylindres en ligne de 2,4 L (150 po³) de série du SR5.
En Thaïlande, ce modèle était vendu sous le nom de Toyota Hilux Super Star.

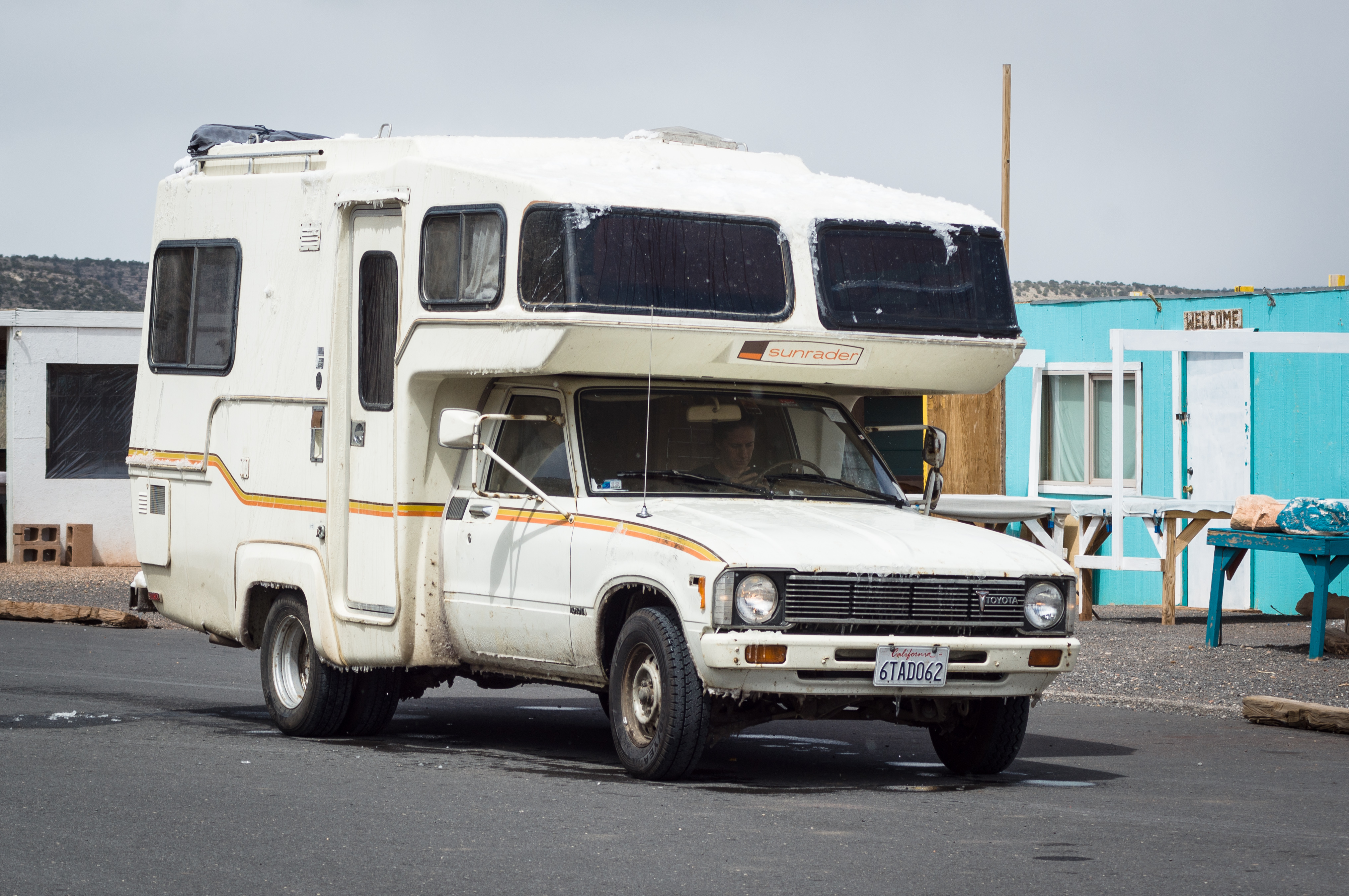
Toyota Hilux III Sunrader

## Quatrième génération (1983-1988)
La refonte d'août 1983 (vendue en Amérique du Nord comme modèle 1984) a introduit la cabine allongée Xtracab, avec un espace de rangement de 15 cm derrière le siège. Ces modèles ont conservé le moteur 22R à carburateur, tandis que l'année modèle 1984 a également vu l'introduction du moteur 22R-E à injection. Deux moteurs diesel étaient également proposés : le 2L et le 2L-T turbocompressé. Ces moteurs ont été abandonnés aux États-Unis après l'année modèle 1986, en raison des attentes plus élevées des clients en matière de performances et de la disponibilité généralisée de l'essence bon marché. L'année suivante a vu l'introduction d'une option turbocompressée, le 22R-TE, probablement en raison de la concurrence croissante de Nissan, qui proposait déjà un pick-up V6 à cette époque. L'essieu avant rigide a été remplacé par une suspension avant indépendante avec barre de torsion sur le modèle 4×4 de 1986, et un différentiel avant à déconnexion automatique en option (une alternative aux moyeux à verrouillage automatique). 1985 a été la dernière année de l'essieu avant solide sur la plupart des marchés. L'essieu avant rigide est resté sur le modèle 4×4 LN106 de 5e génération jusqu'en 1997. Il avait été présent sur tous les modèles 4×4 Toyota jusqu'en 1986.
Fin 1986, pour l'année-modèle 1987, le pick-up a subi une légère refonte intérieure et extérieure. Celle-ci comprenait une nouvelle calandre, un nouveau pare-chocs avant monobloc, un intérieur modernisé avec des panneaux de porte hauts et pleins ornés de surpiqûres en similicuir sur les modèles de base et DLX. Le pourtour du groupe d'instruments était plus arrondi et orné de surpiqûres en similicuir. Le tableau de bord présentait un plateau plus court que sur les modèles précédents. Les volants sont passés du noir au gris, au rouge, au marron ou au bleu selon la couleur intérieure. Le cadre de l'autoradio a également été assorti au reste de l'habitacle. Le motif des groupes d'instruments du compte-tours SR-5 est passé d'un quadrillage à des lignes horizontales. Les rétroviseurs extérieurs ont également été modifiés pour une apparence plus épurée. La façade des commandes de chauffage a également été redessinée. Un moteur V6 a été introduit en 1988. Le 4Runner, basé sur le Hilux, qui a fait son apparition en Australie, en Amérique du Nord et au Royaume-Uni, était basé sur cette génération du Hilux ; sur d'autres marchés, comme le Japon, il était appelé Hilux Surf. En Amérique du Nord, le levier de vitesses automatique des modèles à deux roues motrices a été déplacé au volant.
Toyota a introduit une nouvelle génération du Hilux sur la plupart des marchés fin 1988, mais la quatrième génération est restée en production jusqu'en 1997 en Afrique du Sud. Cela était dû aux « lois sur le contenu » sud-africaines qui rendaient la poursuite de la production de la quatrième génération du Hilux plus économique que la réorganisation de l'usine pour la cinquième génération.
En Thaïlande, cette génération a été vendue sous le nom de Toyota Hilux Hercules/Hero.

## Cinquième génération (1988-1998)
La refonte suivante, en 1988, proposait un empattement plus long, de 3 099 mm (122 po) au lieu de 2 616 mm (103 po) pour l'empattement standard. Ses parois de caisse monobloc éliminaient les joints sujets à la rouille des modèles précédents. Le V6 Xtracab SR5 remporta le prix du Camion de l'année décerné par le magazine Motor Trend cette année-là. Les Xtra Cabs offraient désormais plus d'espace derrière les sièges avant que la génération précédente, permettant ainsi l'installation de strapontins optionnels pour les passagers arrière, une caractéristique plus conforme à la concurrence de l'époque.
En 1991, la production nord-américaine débuta à l'usine NUMMI de Fremont, en Californie. Le Hilux subit un léger restylage en 1991 (pour l'année-modèle 1992), avec un changement de calandre intégrant le nouvel emblème Toyota récemment adopté.
C'est au cours de cette génération que Toyota a abandonné la gamme Hilux en Amérique du Nord (où elle était commercialisée sous le nom de « Toyota Pickup »), la remplaçant par le nouveau Tacoma pour l'année modèle 1995.

## Sixième génération (1997-2005)
Hilux Phase 1 : MK4

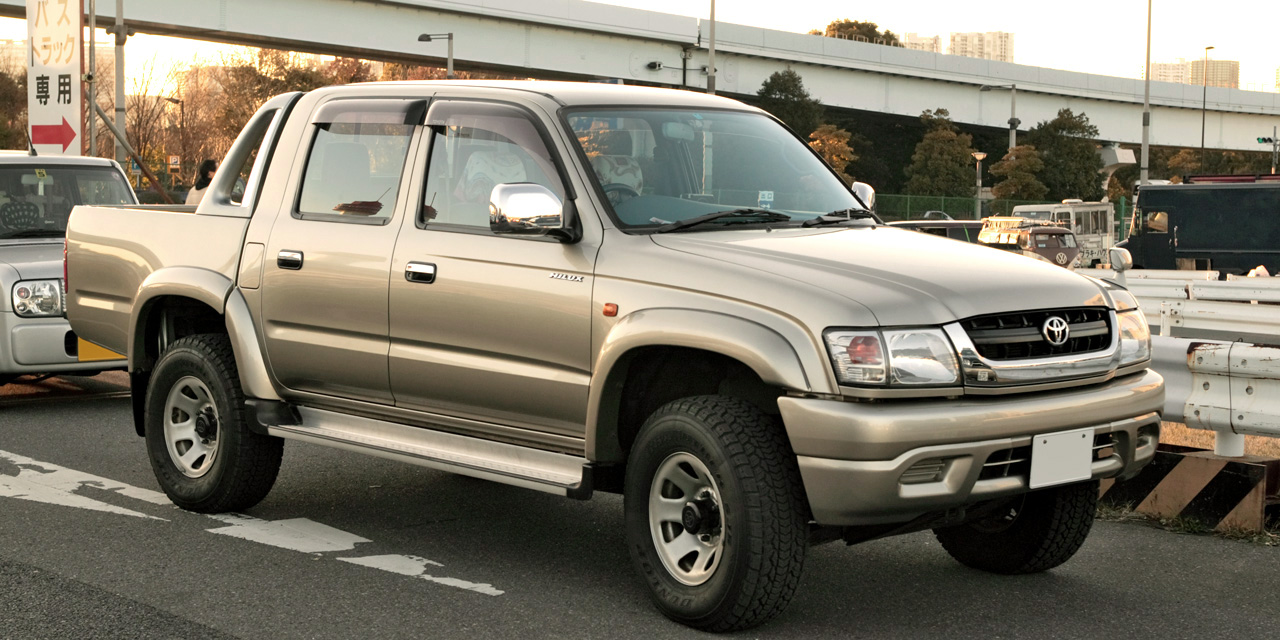
Toyota Hilux VI Phase II

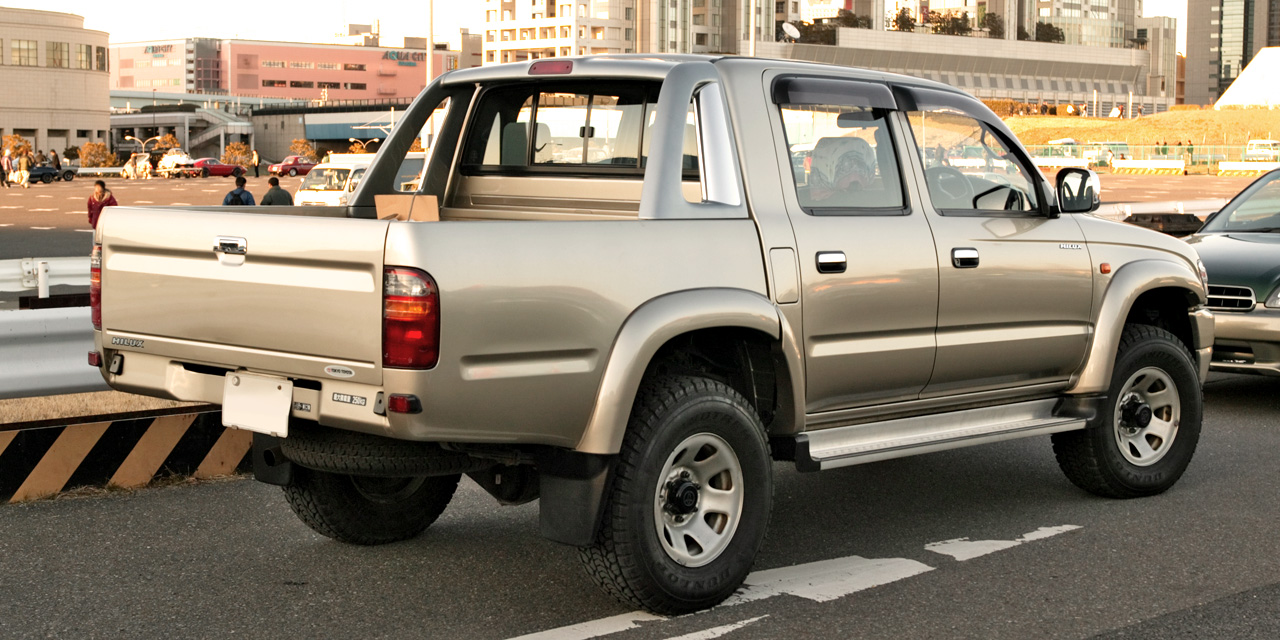
Toyota Hilux VI Phase II

Le Pickup Hilux, premier à avoir une suspension avant indépendante (IFS) avec barres de torsion et ressorts à lames à l'arrière. Les feux arrière sont clairs et rouge avec 4 trous de vis.
Il y a un badge "2.4TD" sur les portes avant en dessous du rétroviseur.
Hilux Phase 2 : MK5
Le Mk5 a gardé la même suspension que le Mk4 avec une suspension avant indépendante (IFS) avec barres de torsion, ressorts à lames à l'arrière. Le Mk5 partage les mêmes feux arrière que le Mk4, mais peut aussi avoir des feux clairs (ambre et rouge) à l'arrière. Les projecteurs sont rectangle et la pente vers le bas dans la grille.

Il y a un badge "D4D" sur les portes avant en dessous du rétroviseur.

## Septième génération (2005-2015)

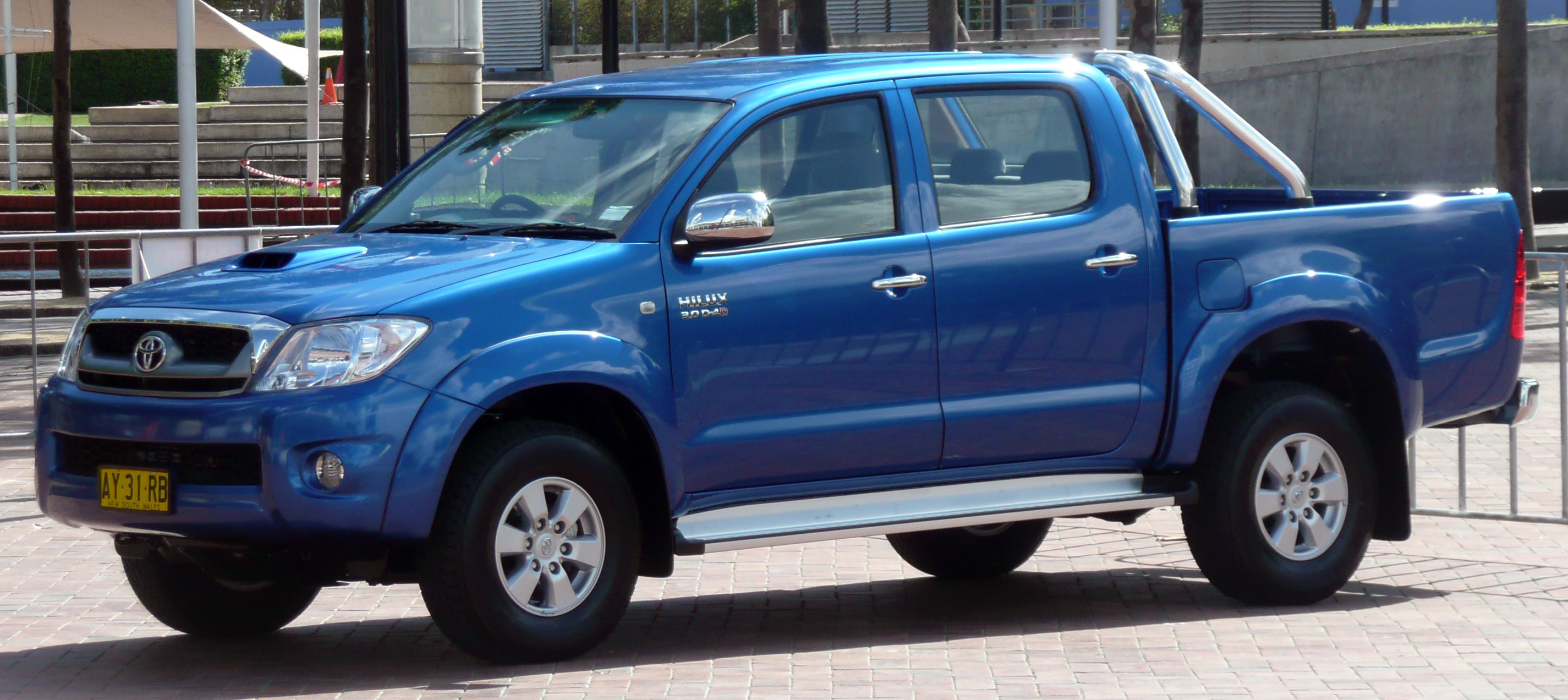
Toyota Hilux VII Phase I en 2008

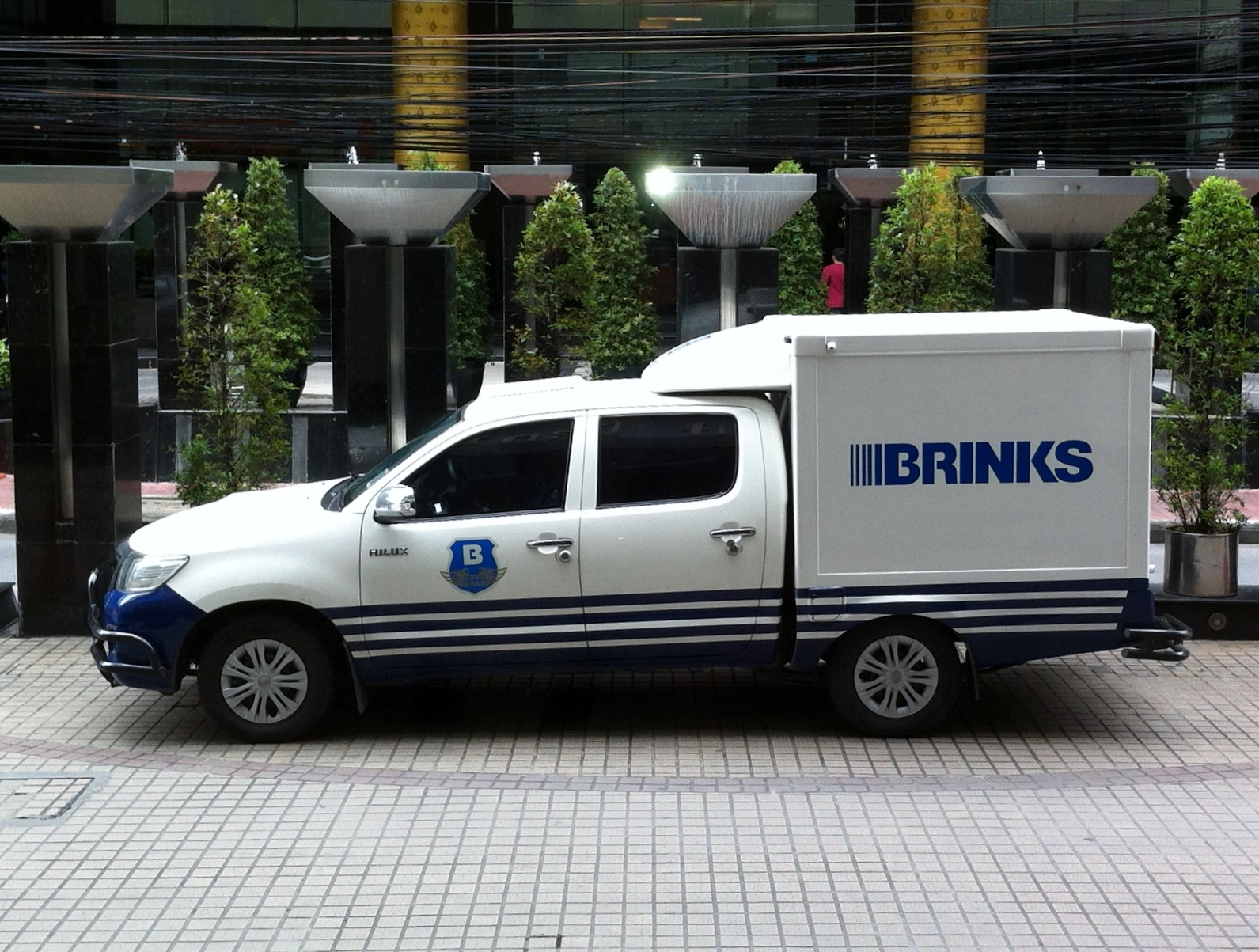
Toyota Hilux de la filiale thaïlandaise de la Brink's en 2013.

Cette septième génération d'Hilux se décline en trois versions en fonction du type de cabines et de la taille du coffre, à savoir la cabine simple, la cabine double et la cabine supplémentaire. Utilisé comme plateforme de développement de base pour Innova et Fortuner, le Hilux est assemblé dans plusieurs usines à travers le monde, y compris en Thaïlande, pour le marché européen et australien, et en Afrique du Sud pour le marché local.

## Huitième génération (2015-)
Le Toyota Hilux VIII est sorti en octobre 2015, en même temps que les Fortuner et Innova. Il est présenté au salon de Genève 2016. Il est restylé une première fois en 2018, puis une seconde fois en 2020.

### Europe
Un unique nouveau moteur à bloc diesel est proposé. Le Hilux VIII est disponible en utilitaire ou civile, simple ou double cabine, avec une boite manuelle ou automatique ainsi qu'en 2 ou 4 roues motrices. Il possède 3 niveaux de finitions.
Peugeot a, un temps, envisagé de décliner une version du Toyota Hilux sous sa propre marque.

### Série spéciale
À l'occasion des 50 ans du Hilux, Toyota dévoile une série spéciale intitulée « Special Edition ». Celle-ci reçoit une nouvelle face avant avec une grille de calandre hexagonale et des antibrouillards redessinés, et une nouvelle teinte Metallic Orange.

## Hilux électrique et hydrogène
En décembre 2022, Toyota présente en Thaïlande un concept car de Hilux électrique, après avoir dévoilé un prototype d'une version de ce pick-up à hydrogène en Europe,.

## Top gear
L'émission automobile britannique Top Gear a voulu tester, dans l’un de ses épisodes, l'indestructibilité réputée du Hilux. Au cours de cette émission, un modèle du pick-up percuta un arbre, fut submergé par la marée, écrasé par une caravane, percuté par une boule de démolition, incendié, et finalement fut posé sur le toit d'un immeuble de 73 mètres de haut qui fut ensuite dynamité. Malgré toutes ces épreuves, il fut à chaque fois réparé avec des outils de base et sans pièces de rechange et, à chaque fois, il redémarra et roula. Depuis, il sert de décor dans le studio de l'émission.

Jeremy Clarkson a transformé un Hilux en voiture amphibie en y adaptant une coque et un moteur de hors-bord. Le véhicule a malheureusement chaviré alors qu’elle sortait de l'eau. Toutefois, dans un autre épisode avec les mêmes véhicules, un VW Combi avec une coque de bateau pour Richard Hammond et une Sunbeam décapotable transformée en voilier pour James May, le pick-up Nissan de remplacement fut le seul à réaliser l'exploit de traverser la Manche, le Combi ayant coulé en pleine mer et la Sunbeam n’étant pas sortie du port de départ… Malgré cet exploit, Clarkson ne réussit pas à battre le record de la traversée de la Manche détenu par Richard Branson.
Un Toyota Hilux conduit par Jeremy Clarkson et James May fut la première voiture à atteindre le pôle Nord magnétique au cours d'un épisode spécial de Top Gear. Il a depuis été cédé à un musée. Un des Hilux ayant été utilisés par l'équipe de tournage pendant l'expédition polaire fut modifié par James May pour pouvoir s'approcher d'un volcan en activité.

## Utilisation par des armées, des groupes armés ou terroristes
En raison de sa solidité et sa fiabilité, le Toyota Hilux est apprécié des factions guerrières dans les régions de conflit « chaud ». Selon l'analyste Andrew Exum, le Hilux est « l'équivalent automobile de l’AK-47 ». Tant les Talibans, qu’Al-Qaïda, l'Armée syrienne libre et Boko Haram ont utilisé le pick-up Hilux.
Cependant, il est aussi utilisé pour les mêmes raisons par des armées régulières : ainsi, la dernière phase de la guerre tchado-libyenne, en 1987, prit le nom officieux de « guerre des Toyota » en raison de l’utilisation intensive de pick-ups Toyota, dont de nombreux Hilux, par les forces tchadiennes.

## Opérateurs militaires
- Espagne Neton: produit à 24 exemplaires sur la base du Toyota Hilux par l'entreprise espagnole EINSA, ce véhicule de reconnaissance léger pour l'armée espagnole en 2020 pour les opérations spéciales[16] qui remplaceront les véhicules Lathar 1.0[17].

### Autres pick-up similaires
- Nissan Navara
- Renault Alaskan
- Mercedes Classe X
- Mitsubishi L200
- Fiat Fullback
- Mazda BT-50
- Isuzu D-Max
- Ford Ranger
- Volkswagen Amarok